# Fort Totten
Fort Totten ist  ein census-designated place (CDP) im Benson County im US-Bundesstaat North Dakota mit 1.160 Einwohnern (Stand: 2020). Es ist der Hauptort der Spirit Lake Reservation. Das historische Fort Totten ist im National Register of Historic Places eingetragen.

## Geographie
Fort Totten liegt im östlichen Benson County auf 47° 58' 17.79" Nord und 98° 59' 49.87" West südlich des der Reservation und dem Stamm namensgebenden See, der offiziell als Devils Lake bezeichnet wird. Es hat eine Fläche von etwa 180 Quadratmeilen. Grand Forks liegt etwa 160 Straßenkilometer östlich, Bismarck, die Hauptstadt von North Dakota, etwa 270 Straßenkilometer südwestlich. Die kanadische Grenze ist etwa 130 km entfernt.

## Demographische Daten
Laut der Volkszählung von 2020 verteilten sich die damaligen 1.160 Einwohner auf 253 bewohnte Haushalte, was einen Schnitt von 4,6 Personen pro Haushalt ergibt. Insgesamt bestanden 285 Haushalte. 
1110 der Bevölkerung bezeichneten sich als Indianer, 17 als Weiße. 17 gaben mehrere Ethnien an.
Das durchschnittliche Jahreseinkommen pro Haushalt wurde auf 43.111 USD geschätzt, das Median-Einkommen auf 28.917 USD.